# Ptychadena cooperi
Ptychadena cooperi é uma espécie de anfíbio da família Ranidae.
É endémica de Etiópia.
Os seus habitats naturais são: regiões subtropicais ou tropicais húmidas de alta altitude, campos de altitude subtropicais ou tropicais, rios, rios intermitentes, marismas de água doce, marismas intermitentes de água doce, pastagens, jardins rurais, áreas urbanas e áreas agrícolas temporariamente alagadas.
Está ameaçada por perda de habitat.